# Twierdzenie Jegorowa
Twierdzenie Jegorowa – twierdzenie teorii miary mówiące, że każdy ciąg mierzalnych rzeczywistych funkcji prawie wszędzie skończonych określonych na wspólnej przestrzeni z miarą skończoną, który jest zbieżny prawie wszędzie do prawie wszędzie skończonej funkcji mierzalnej, jest do niej zbieżny prawie jednostajnie. Nazwa twierdzenia pochodzi od nazwiska Dimitrija Jegorowa. Littlewood wypowiedział nieformalnie twierdzenie Jegorowa w następujący sposób: zbieżne ciągi funkcji są nieomal jednostajnie zbieżne (tj. prawie jednostajnie zbieżne; zob. trzy zasady analizy rzeczywistej Littlewooda).

## Dowód
Niech {\displaystyle (\Omega ,{\mathcal {F}},\mu )} będzie przestrzenią z miarą skończoną oraz {\displaystyle (f_{n})} będzie ciągiem prawie wszędzie skończonych funkcji mierzalnych określonych na {\displaystyle \Omega ,} zbieżnym prawie wszędzie do prawie wszędzie skończonej funkcji mierzalnej {\displaystyle f.} Niech ponadto dla dowolnych liczb naturalnych {\displaystyle k} i {\displaystyle n} zdefiniowany będzie zbiór
{\displaystyle B_{k,n}:=\bigcap _{l=n}^{\infty }\left\{x\in \Omega \colon {\big |}f_{l}(x)-f(x){\big |}<{\tfrac {1}{k}}\right\}.}
Przy dowolnych liczbach naturalnych {\displaystyle k} i {\displaystyle l} zachodzi zawieranie {\displaystyle B_{k,n}\subseteq B_{k,n+1}.}
Ciąg {\displaystyle (f_{n})} jest zbieżny prawie wszędzie do {\displaystyle f,} skąd dla każdego {\displaystyle k}
{\displaystyle \lim _{n\to \infty }\mu {\bigl (}\Omega \setminus B_{k,n}{\bigr )}=\mu \left(\Omega \setminus \bigcup _{n\geqslant 1}B_{k,n}\right).}
Z powyższego wynika, że dla każdej liczby {\displaystyle \varepsilon >0} istnieje taka liczba naturalna {\displaystyle n_{k}} (zależna od {\displaystyle \varepsilon } i {\displaystyle k}), że dla każdego {\displaystyle n\geqslant n_{k}} spełniona jest nierówność
{\displaystyle \mu \left(\Omega \setminus B_{k,n}\right)<\varepsilon /2^{k}.}
Zbiór
{\displaystyle B=\bigcap _{k\geqslant 1}B_{k,n_{k}}}
jest mierzalny oraz
{\displaystyle \mu \left(\Omega \setminus B\right)=\mu \left(\bigcup _{k\geqslant 1}\Omega \setminus B_{k,n_{k}}\right)\leqslant \sum _{k\geqslant 1}\mu {\bigl (}\Omega \setminus B_{k,n_{k}}{\bigr )}\leqslant \sum _{k\geqslant 1}{\frac {\varepsilon }{2^{k}}}=\varepsilon .}
Z udowodnionej nierówności wynika, że ciąg funkcyjny {\displaystyle (f_{n})} jest jednostajnie zbieżny do funkcji {\displaystyle f} na zbiorze {\displaystyle B} oraz że {\displaystyle \mu (E)=\mu (\Omega ).}